# A Hannibal epizódjainak listája
Ez a lista a Hannibal című amerikai sorozat epizódjainak felsorolását tartalmazza. A sorozat 2013. április 4-én debütált az Amerikai Egyesült Államokban az NBC Universal csatornán.

## Áttekintés
Minden évad 13 részes, és egy bizonyos nemzet konyhájának jellegzetességeit használják az adott epizód címének. Az első évad a francia konyha, a második a japán konyha, a harmadik az olasz konyha elemeit tartalmazza címként.
| Évad | Évad | Részek száma | Részek száma | Eredeti sugárzás  | Eredeti sugárzás    | Eredeti adó | Magyar sugárzás     | Magyar sugárzás    | Magyar adó |
| Évad | Évad | Részek száma | Részek száma | Évadbemutató      | Évadzáró            | Eredeti adó | Évadbemutató        | Évadzáró           | Magyar adó |
| ---- | ---- | ------------ | ------------ | ----------------- | ------------------- | ----------- | ------------------- | ------------------ | ---------- |
|      | 1.   | 13           | 13           | 2013. április 4.  | 2013. június 20.    | NBC         | 2013. április 10.   | 2013. július 3.    | AXN        |
|      | 2.   | 13           | 13           | 2014. február 28. | 2014. május 23.     | NBC         | 2014. április 9.    | 2014. július 2.    | AXN        |
|      | 3.   | 13           | 13           | 2015. június 4.   | 2015. augusztus 29. | NBC         | 2015. augusztus 24. | 2015. november 16. | AXN        |

## Epizód lista

### Első évad (2013)
| Sor. | Év. | Cím          | Rendező           | Író                                                                        | Premier                             | Nézettség   |
| ---- | --- | ------------ | ----------------- | -------------------------------------------------------------------------- | ----------------------------------- | ----------- |
| 1.   | 1.  | Apéritif     | David Slade       | Bryan Fuller                                                               | 2013. április 4. 2013. április 10.  | 4,36 millió |
| 2.   | 2.  | Amuse-Bouche | Michael Rymer     | Jim Danger Gray                                                            | 2013. április 13. 2013. április 17. | 4,38 millió |
| 3.   | 3.  | Potage       | David Slade       | Történet: David Fury Tévéjáték: David Fury, Chris Brancato és Bryan Fuller | 2013. április 18. 2013. április 24. | 3,51 millió |
| 4.   | 4.  | Œuf          | Peter Medak       | Jennifer Schuur                                                            | 2013. április 26. 2013. május 1.    | -           |
| 5.   | 5.  | Coquilles    | Guillermo Navarro | Történet: Scott Nimerfro Tévéjáték: Scott Nimerfro és Bryan Fuller         | 2013. április 25. 2013. május 8.    | 2,40 millió |
| 6.   | 6.  | Entrée       | Michael Rymer     | Történet: Kai Yu Wu Tévéjáték: Kai Yu és Bryan Fuller                      | 2013. május 2. 2013. május 15.      | 2,61 millió |
| 7.   | 7.  | Sorbet       | James Foley       | Jesse Alexander és Bryan Fuller                                            | 2013. május 9. 2013. május 22.      | 2,62 millió |
| 8.   | 8.  | Fromage      | Tim Hunter        | Jennifer Schuur és Bryan Fuller                                            | 2013. május 16. 2013. május 29.     | 2,46 millió |
| 9.   | 9.  | Trou Normand | Guillermo Navarro | Steve Lightfoot                                                            | 2013. május 23. 2013. június 5.     | 2,69 millió |
| 10.  | 10. | Buffet Froid | John Dahl         | Andy Black, Chris Brancato és Bryan Fuller                                 | 2013. május 30. 2013. június 12.    | 2,4 millió  |
| 11.  | 11. | Rôti         | Guillermo Navarro | Steve Lightfoot, Bryan Fuller és Scott Nimerfro                            | 2013. június 6. 2013. június 19.    | 2,36 millió |
| 12.  | 12. | Relevés      | Michael Rymer     | Chris Brancato és Bryan Fuller                                             | 2013. június 13. 2013. június 26.   | 2,1 millió  |
| 13.  | 13. | Savoureux    | David Slade       | Steve Lightfoot, Bryan Fuller és Scott Nimerfro                            | 2013. június 20. 2013. július 3.    | 1,98 millió |

### Második évad (2014)
| Sor. | Év. | Cím        | Rendező         | Író                                                                                         | Premier                             | Nézettség   |
| ---- | --- | ---------- | --------------- | ------------------------------------------------------------------------------------------- | ----------------------------------- | ----------- |
| 14.  | 1.  | Kaiseki    | Tim Hunter      | Bryan Fuller és Steve Lightfoot                                                             | 2014. február 28. 2014. április 9.  | 3,27 millió |
| 15.  | 2.  | Sakizuke   | Tim Hunter      | Jeff Vlaming és Bryan Fuller                                                                | 2014. március 7. 2014. április 16.  | 2,50 millió |
| 16.  | 3.  | Hassun     | Peter Medak     | Jason Grote és Steve Lightfoot                                                              | 2014. március 14. 2014. április 23. | 2,47 millió |
| 17.  | 4.  | Takiawase  | David Semel     | Scott Nimerfro és Bryan Fuller                                                              | 2014. március 21. 2014. április 30. | 2,69 millió |
| 18.  | 5.  | Mukōzuke   | Michael Rymer   | Ayanna A. Floyd, Steve Lightfoot, Bryan Fuller                                              | 2014. március 28. 2014. május 7.    | 3,49 millió |
| 19.  | 6.  | Futamono   | Tim Hunter      | Történet: Andy Black Tévéjáték: Andy Black, Bryan Fuller, Scott Nimerfro és Steve Lightfoot | 2014. április 4. 2014. május 14.    | 2,18 millió |
| 20.  | 7.  | Yakimono   | Michael Rymer   | Steve Lightfoot és Bryan Fuller                                                             | 2014. április 11. 2014. május 21.   | 2,25 millió |
| 21.  | 8.  | Su-zakana  | Vincenzo Natali | Scott Nimerfro, Bryan Fuller, Steve Lightfoot                                               | 2014. április 18. 2014. május 28.   | 2,80 millió |
| 22.  | 9.  | Shiizakana | Michael Rymer   | Jeff Vlaming és Bryan Fuller                                                                | 2014. április 25. 2014. június 4.   | 2,45 millió |
| 23.  | 10. | Naka-choko | Vincenzo Natali | Történet: Steve Lightfoot és Kai Yu Wu Tévéjáték: Steve Lightfoot                           | 2014. május 2. 2014. június 11.     | 2,28 millió |
| 24.  | 11. | Kō No Mono | David Slade     | Jeff Vlaming, Andy Black, Bryan Fuller                                                      | 2014. május 9. 2014. június 18.     | 1,95 millió |
| 25.  | 12. | Tome-wan   | Michael Rymer   | Chris Brancato, Bryan Fuller, Scott Nimerfro                                                | 2014. május 16. 2014. június 25.    | 2,32 millió |
| 26.  | 13. | Mizumono   | David Slade     | Steve Lightfoot és Bryan Fuller                                                             | 2014. május 23. 2014. július 2.     | 2,35 millió |

### Harmadik évad (2015)
| Sor. | Év. | Cím                                                                      | Rendező           | Író                                                           | Premier                                | Nézettség   |
| ---- | --- | ------------------------------------------------------------------------ | ----------------- | ------------------------------------------------------------- | -------------------------------------- | ----------- |
| 27.  | 1.  | Antipasto                                                                | Vincenzo Natali   | Bryan Fuller és Steve Lightfoot                               | 2015. június 4. 2015. augusztus 24.    | 2,57 millió |
| 28.  | 2.  | Primavera                                                                | Vincenzo Natali   | Jeff Vlaming és Bryan Fuller                                  | 2015. június 11. 2015. augusztus 31.   | 1,66 millió |
| 29.  | 3.  | Secondo                                                                  | Vincenzo Natali   | Angelina Burnett, Bryan Fuller és Steve Lightfoot             | 2015. június 18. 2015. szeptember 7.   | 1,69 millió |
| 30.  | 4.  | Aperitivo                                                                | Marc Jobst        | Nick Antosca, Bryan Fuller és Steve Lightfoot                 | 2015. június 25. 2015. szeptember 14.  | 1,46 millió |
| 31.  | 5.  | Contorno                                                                 | Guillermo Navarro | Tom de Ville, Bryan Fuller és Steve Lightfoot                 | 2015. július 2. 2015. szeptember 21.   | 1,23 millió |
| 32.  | 6.  | Dolce                                                                    | Vincenzo Natali   | Don Mancini, Bryan Fuller és Steve Lightfoot                  | 2015. július 9. 2015. szeptember 28.   | 1,38 millió |
| 33.  | 7.  | Digestivo                                                                | Adam Kane         | Bryan Fuller és Steve Lightfoot                               | 2015. július 18. 2015. október 5.      | 0,97 millió |
| 34.  | 8.  | A nagy vörös sárkány (The Great Red Dragon)                              | Neil Marshall     | Nick Antosca, Bryan Fuller és Steve Lightfoot                 | 2015. július 25. 2015. október 12.     | 0,96 millió |
| 35.  | 9.  | És az asszony, öltözete a nap... (And the Woman Clothed with the Sun...) | John Dahl         | Jeff Vlaming, Helen Shang, Bryan Fuller és Steve Lightfoot    | 2015. augusztus 1. 2015. október 19.   | 1,02 millió |
| 36.  | 10. | És a napba öltözött asszony (And the Woman Clothed in Sun)               | Guillermo Navarro | Don Mancini és Bryan Fuller                                   | 2015. augusztus 8. 2015. október 26.   | 1,01 millió |
| 37.  | 11. | ...És a fenevad a tengerből (...And the Beast from the Sea)              | Michael Rymer     | Steve Lightfoot és Bryan Fuller                               | 2015. augusztus 15. 2015. november 2.  | 1,03 millió |
| 38.  | 12. | A fenevad száma 666 (The Number of the Beast Is 666...)                  | Guillermo Navarro | Jeff Vlaming, Angela Lamanna, Bryan Fuller és Steve Lightfoot | 2015. augusztus 22. 2015. november 9.  | 0,79 millió |
| 39.  | 13. | A bárány haragja (The Wrath of the Lamb)                                 | Michael Rymer     | Nick Antosca, Bryan Fuller és Steve Lightfoo                  | 2015. augusztus 29. 2015. november 16. | 1,24 millió |

## Fordítás
Ez a szócikk részben vagy egészben  a   List of Hannibal episodes című angol Wikipédia-szócikk ezen változatának fordításán alapul.  Az eredeti cikk szerkesztőit annak laptörténete sorolja fel. Ez a jelzés csupán a megfogalmazás eredetét és a szerzői jogokat jelzi, nem szolgál a cikkben szereplő információk forrásmegjelöléseként.